# Estación Río Santiago
Río Santiago fue una estación ferroviaria ubicada en el partido de Ensenada, Provincia de Buenos Aires, Argentina.

## Descripción
Arquitectura típica de ferrocarril de principios de siglo. Edificio de mampostería estilo neoclásico italiano. Amplia galería de madera con cortagoteras.

## Servicios
La estación correspondía al Ferrocarril General Roca , en el ramal que conecta las terminales Plaza Constitución, La Plata y Río Santiago.

## Valor Patrimonial
En 1911 se construyó la estación que sería terminal del ramal La Plata, con una superficie de 374 metros cuadrados. Fue cerrada con la privatización del ferrocarril en el período 1990 - 1994. 
En la actualidad, la estación ha sido demolida por el concesionario del Puerto La Plata.
Todo ese sector ha sido removido (junto a las vías de acceso a esa zona) y junto con los terrenos de los ex frigoríficos se construyó la nueva terminal de contenedores, próxima a inaugurarse. De esta manera, han dejado de existir definitivamente los últimos vestigios de la antigua terminal.